# 469219 Kamoʻoalewa
469219 Kamoʻoalewa, provisionalment 2016 HO3 és un asteroide allargat molt petit, de rotació ràpida i objecte proper a la Terra del grup Apollo, d'aproximadament 40–100 metres (130–330 peus) de diàmetre. Actualment és un quasisatèl·lit de la Terra, i actualment el segon quasisatèl·lit més petit, més proper i més estable conegut (després de 2023 FW13).
L'asteroide va ser descobert per Pan-STARRS a l'Observatori Haleakala el 27 d'abril de 2016. Des de llavors, nombroses missions proposades s'han dirigit a l'objecte, incloent-hi una missió de vela solar de la NASA, un sobrevol i experiment d'impacte de la Universitat de Colorado, i va ser seleccionat com a objectiu per al projecte xinès ZhengHe, que s'ha convertit en la missió Tianwen-2. Els simulants condrítics QLS-1, 2 i 3 han estat desenvolupats pel Laboratori de Tecnologia Espacial Qian Xuesen per preparar-se millor per a aquestes missions. En una proposta ambiciosa, fins i tot es considera el seu ús com a estació espacial per a viatges de la Terra a Mart.
L'òrbita semblant a la Terra de l'objecte, la proximitat al sistema Terra-Lluna, l'envermelliment espectral més alt respecte a altres asteroides i la similitud amb els materials lunars erosionats per l'espai indiquen que probablement es tracta d'exjeccions lunars.  Tanmateix, també podria ser un asteroide de tipus S o de tipus L. Tot i ser més similar als sòls meteoritzats de l'Apollo 14 i del Lunar Mare de Luna 24, es suggereix que prové del cràter de l'escorça de les terres altes de la cara oculta de la Lluna, Giordano Bruno.
Les similituds orbitals suggereixen que probablement es tracta d'un parell coorbital amb 2000 WN10 o d'un conjunt fragmentat que inclou els altres NEO 2020 KZ2, 2020 PN1 i 2020 PP1.

## Descobriment i denominació
Kamooalewa va ser vist per primera vegada el 27 d'abril de 2016 pel Pan-STARRS. 1 telescopi d'estudi d'asteroides a Haleakalā, Hawaii, operat per l'Institut d'Astronomia de la Universitat de Hawaii i finançat per l'Oficina de Coordinació de Defensa Planetària de la NASA.   Va ser anomenat el 2019 MoMP, del cant hawaià Kumulipo per a un objecte celeste oscil·lant per A Hua He Ino al Centre d'Astronomia Imiloa de Hawaii.
El nom Kamooalewa deriva de les paraules hawaianes ka 'el/la/els/les', Kamooalewa 'fragment', que es refereix a un tros trencat d'un objecte més gran, un 'de', i lewa 'oscil·lar', que es refereix al seu moviment al cel vist des de la Terra. La MoMP va ser publicada pel Minor Planet Center el 6 d'abril de 2019 (MPC 112435).

## Òrbita i classificació
Kamooalewa orbita al voltant del Sol a una distància de 0,90–1,10 UA. Tot i que el període a partir del 2022 és d'uns 366 dies, el seu període mitjà a llarg termini s'acosta més als 365 dies. 469219 Kamooalewa és una quasi-lluna i no està lligada gravitacionalment a la Terra com un veritable satèl·lit. La seva òrbita es transfereix entre una òrbita de tipus quasi satèl·lit que resideix als punts de Lagrange L1 i L2, i una òrbita de tipus ferradura entre els punts de Lagrange L4 i L5.
La seva òrbita té una excentricitat de 0,10 i una inclinació de 8° respecte a l'eclíptica.  El març de 2024, tenia una distància mínima d'intersecció orbital amb la Terra de 0.031 AU (4.6 milió km)   o 12 distàncies lunars,  molt fora de l'esfera de Hill de la Terra d' 1.5 milió km (3.9 LD).

### Quasi-satèl·lit de la Terra
En un marc de referència rotatori, Kamooalewa sembla donar una volta el·líptica al voltant de la Terra cada ~45 anys.  Tot i que és massa distant per ser considerat un veritable satèl·lit natural de la Terra, és el millor i més estable exemple fins ara d'un company proper a la Terra, o quasisatèl·lit.  Els models orbitals i d'efecte Yarkovsky suggereixen que serà estable durant 0,3-0,5 milions d'anys.
Paul Chodas, gerent del Centre d'Estudis d'Objectes Pròxims a la Terra (CNEOS) de la NASA al Laboratori de Propulsió a Raig (JPL) de Pasadena, Califòrnia, va descriure l'òrbita de 2016 HO3 com un quasisatèl·lit de la Terra. A diferència de l'asteroide 2003 YN107, que anteriorment seguia una òrbita similar, el 2016 HO3 és més estable i ha estat el company de la Terra durant més d'un segle i ho seguirà sent durant molt més temps. Aquest asteroide passa la meitat de la seva òrbita més a prop del Sol que la Terra i l'altra meitat més lluny, cosa que fa que oscil·li per sobre i per sota de l'òrbita terrestre anualment. La seva òrbita experimenta lleugeres desviacions que la gravetat terrestre corregeix, mantenint-la entre 38 i 100 vegades la distància de la Lluna. Així doncs, el 2016 HO3 dansa contínuament al voltant de la Terra.
La màxima aproximació a la Terra va ser el Desembre 27, 1923 a 12.44 milió km (0.0832 AU; 32.4 LD).  A finals de maig de 2369, l'asteroide tindrà 2.0 AU (780 LD; 300 milió km) de la Terra.  L'òrbita semblant a la Terra pot ser el resultat de que es tracti d'expulsió lunar.  La majoria dels objectes en aquest tipus d'òrbita finalment pertorben el seu estat coorbital terrestre i xoquen contra la Terra, Venus o el Sol, o bé són expulsats del Sistema Solar, i Kamooalewa probablement xocarà contra la Terra en els propers 100 milions d'anys.

## Característiques físiques
La mida de Kamooalewa encara no s'ha establert amb precisió, però és aproximadament de 40–100 m (130–330 ft).  Basant-nos en un albedo estàndard assumit per a asteroides pedregosos de tipus S de 0,20, la seva magnitud absoluta de 24,3 correspon a 41 metres (135 ft) de diàmetre.
Les observacions fotomètriques de l'abril de 2017 van revelar que Kamooalewa és un ós rotador ràpid. L'anàlisi de la corba de llum va donar un període de rotació de 0.467 ± 0.008 hores (28.02 ± 0.48 minuts) i una variació de brillantor de magnitud 0,80±0,05 (U=2).  El modelatge d'inversió del 2024 es va utilitzar per crear un model 3D de 100 m x 81 m x 46 m (~72 m de diàmetre) a partir de dades de corbes de llum.
El 2021, es va dur a terme una caracterització espectroscòpica de Kamooalewa utilitzant el Large Binocular Telescope i el Lowell Discovery Telescope, que va descobrir que l'asteroide probablement té origen en silicats. L'òrbita semblant a la Terra de l'objecte, la proximitat al sistema Terra-Lluna, l'envermelliment espectral més alt respecte a altres asteroides i la similitud amb els materials lunars erosionats per l'espai indiquen que probablement es tracta d'exjeccions lunars. Tanmateix, també podria ser un asteroide de tipus S o de tipus L.  Tot i ser més similar als sòls meteoritzats de l'Apollo 14 i del Lunar Mare de Luna 24, es suggereix que prové del cràter de l'escorça de les terres altes de la cara oculta de la Lluna, Giordano Bruno, per la seva mida requerida i edat copernicana.
El modelatge d'ejectes lunars mostra algunes vies que poden aconseguir una òrbita estable a l'estil Kamo'oalewa de QS 469219.

## Exploració

### Tianwen-2
L'Administració Espacial Nacional de la Xina (CNSA) va llançar una missió Tianwen-2 el maig de 2025 per retornar mostres de Kamooalewa.